# Filip Zhang Zhihe
Św. Filip Zhang Zhihe OFS (chiń. 張志和斐理), (ur. 1880 r. w Shangqingyu, prowincja Shanxi w Chinach – zm. 9 lipca 1900 r. w Taiyuan) − seminarzysta, tercjarz franciszkański, męczennik, święty Kościoła katolickiego.

## Życiorys
Filip Zhang Zhihe urodził się w Shangqingyu w powiecie Lin, prowincja Shanxi. W wieku 7 lat został przyjęty do niższego seminarium duchownego w Dong’ergou. Po pewnym czasie został przeniesiony do seminarium w Taiyuan.
Podczas powstania bokserów w Chinach doszło do prześladowań chrześcijan. W związku z tym zwolniono seminarzystów do domów. Jednak on i 4 innych seminarzystów pozostało. Zarządca prowincji Shanxi Yuxian nienawidził chrześcijan. Z jego polecenia biskup Grzegorz Grassi został aresztowany razem z 2 innymi biskupami (Franciszek Fogolla, Eliasz Facchini), 3 księżmi, 7 zakonnicami, 7 seminarzystami, 10 świeckimi pomocnikami misji i kilkoma wdowami. Aresztowano również protestanckich duchownych razem z ich rodzinami. Wśród aresztowanych znalazł się Filip Zhang Zhihe. Został stracony razem z biskupem i innymi katolikami z rozkazu gubernatora Shanxi 9 lipca 1900 r. W tym dniu zabito łącznie 26 męczenników. W styczniu 1901 r. nowy zarządca prowincji urządził ich uroczysty pogrzeb.

## Dzień wspomnienia
9 lipca w grupie 120 męczenników chińskich.

## Proces beatyfikacyjny i kanonizacyjny
Beatyfikowany 24 listopada 1946 r. przez Piusa XII w grupie Grzegorz Grassi i 28 Towarzyszy. Kanonizowani w grupie 120 męczenników chińskich 1 października 2000 r. przez Jana Pawła II.